# Košúty (district de Galanta)
Košúty est un village de Slovaquie situé dans la région de Trnava.

## Histoire
Première mention écrite du village en 1138.
La localité fut annexée par la Hongrie après le premier arbitrage de Vienne le 2 novembre 1938. En 1938, on comptait 1 375 habitants dont 28 juifs. Elle faisait partie du district de Galanta, en hongrois Galántai járás. Le nom de la localité avant la Seconde Guerre mondiale était Košúty/Kosút. Durant la période 1938-1945, le nom hongrois Nemeskosút était d'usage. À la libération, la commune a été réintégrée dans la Tchécoslovaquie reconstituée.

## Démographie

### Évolution de la population
| Année:               | 1994. | 2004.   | 2014.    | 2024.    |
| -------------------- | ----- | ------- | -------- | -------- |
| Nombre de personnes: | 1397  | 1476    | 1626     | 1940     |
| Différence:          |       | +5,65 % | +10,16 % | +19,31 % |

| Année:               | 2023. | 2024.   |
| -------------------- | ----- | ------- |
| Nombre de personnes: | 1917  | 1940    |
| Différence:          |       | +1,19 % |